# Serhiy Semenov
Pour les articles homonymes, voir Semenov.
Serhiy Oleksandrovitch Semenov (en ukrainien : Сергій Олександрович Семенов, Serhiy Oleksandrovitch Semenov ; transcription anglaise : Serhiy Semenov), né le 28 juillet 1988 à Tchernihiv, est un biathlète ukrainien. Il est le premier biathlète ukrainien masculin à gagner un petit globe de cristal dans la Coupe du monde (individuel, 2015).

## Carrière
Sa première récompense internationale est une médaille d'argent aux Championnats d'Europe junior 2009 sur l'individuel.
Serhiy Semenov est appelé en Coupe du monde pour la première fois en décembre 2009 pour le relais mixte de Pokljuka à l'issue duquel il monte sur le podium. Il participe ensuite aux Jeux olympiques de Vancouver en 2010 puis aux Championnats du monde 2011 à Khanty-Mansiïsk, où il termine troisième du relais avec Oleksandr Bilanenko, Andriy Deryzemlya et Sergey Sednev. Il récupèrera la médaille d'argent en échange du bronze quelques années plus tard, à la suite de la disqualification du relais russe à cause du dopage d'Ustyugov.
Il signe son premier podium individuel en Coupe du monde en mars 2013, lors de l'individuel de Sotchi. Dans cette discipline, il se classe neuvième lors des Jeux olympiques d'hiver de 2014 à Sotchi et gagne le titre de champion d'Europe en 2013 à Bansko. Durant la saison 2014-2015, il monte sur le podium à deux reprises sur les individuels d'Östersund et d'Oslo, lui permettant de décrocher le petit globe de cristal de la spécialité en fin de saison. 
Aux Championnats du monde 2016 à Oslo, il est médaillé de bronze du sprint derrière Martin Fourcade et Ole Einar Bjørndalen, signant son unique podium individuel en grand championnat. En 2017, il est de nouveau sur le podium d'un individuel à Antholz, soit son cinquième en Coupe du monde au total.
Il prend part à ses troisièmes jeux olympiques en 2018, où il ne peut faire mieux que 46e sur le sprint et neuvième en relais.
Il gagne une manche de l'IBU Cup en décembre 2019 à Obertilliach.
Il fait sa dernière apparition internationale en mars 2020 lors de l'étape de Coupe du monde de Kontiolahti. La saison suivante il est en effet éloigné des compétitions d'abord par une mononucléose, puis par une blessure aux côtes après une chute. Ces ennuis de santé l'incitent à mettre un terme à sa carrière.

## Palmarès

### Jeux olympiques
| Épreuve / Édition                | Individuel | Sprint | Poursuite | Départ en masse | Relais | Relais mixte                     |
| Jeux olympiques 2010 Vancouver   | 51e        | 32e    | 38e       | —               | —      | Épreuve inexistante à cette date |
| Jeux olympiques 2014 Sotchi      | 9e         | 41e    | 39e       | —               | 8e     | 6e                               |
| Jeux olympiques 2018 Pyeongchang | 53e        | 46e    | 49e       | —               | 9e     | —                                |

Légende : :
- — : pas de participation à l'épreuve.
- : épreuve ne figurant pas au programme olympique.

### Championnats du monde
| Mondiaux / Épreuve      | Individuel | Sprint                    | Poursuite | Départ en masse | Relais                   | Relais mixte |
| 2011 Khanty-Mansiïsk    | 19e        | 28e                       | 14e       | 21e             | Médaille d'argent, monde | 7e           |
| 2012 Ruhpolding         | 59e        | 22e                       | 49e       | —               | 8e                       | 14e          |
| 2013 Nové Město         | —          | 39e                       | 44e       | —               | DSQ                      | —            |
| 2015 Kontiolahti        | 5e         | 26e                       | 11e       | 27e             | 9e                       | 11e          |
| 2016 Holmenkollen       | 55e        | Médaille de bronze, monde | 8e        | 8e              | 16e                      | 4e           |
| 2017 Hochfilzen         | 5e         | 41e                       | 15e       | 27e             | 6e                       | 5e           |
| 2019 Östersund          | 69e        | —                         | —         | —               | 12e                      | —            |
| 2020 Antholz-Anterselva | 31e        | 42e                       | 41e       | —               | 12e                      | —            |

Légende :
- DSQ : disqualification.

### Coupe du monde
- Meilleur classement général : 21e en 2014 et 2016.
- Vainqueur du petit globe de cristal de l'individuel en 2015.
- selon l'Union internationale de biathlon, qui inclut les Jeux olympiques et les Championnats du monde :
  - 5 podiums individuels : 1 deuxième place et 4 troisièmes places.
  - 4 podiums en relais : 1 deuxième place et 3 troisièmes places.

#### Classements en Coupe du monde
| Saison    | Classement général final | Individuel | Sprint | Poursuite | Mass start |
| 2009-2010 | 47e                      | nc         | 30e    | 46e       |            |
| 2010-2011 | 32e                      | 38e        | 25e    | 41e       | 35e        |
| 2011-2012 | 41e                      | nc         | 36e    | 34e       | 39e        |
| 2012-2013 | 41e                      | 47e        | 38e    | 41e       |            |
| 2013-2014 | 21e                      | 9e         | 20e    | 32e       | 15e        |
| 2014-2015 | 26e                      | 1er        | 34e    | 24e       | 45e        |
| 2015-2016 | 21e                      | 31e        | 16e    | 19e       | 28e        |
| 2016-2017 | 23e                      | 7e         | 22e    | 32e       | 20e        |
| 2017-2018 | 79e                      | 40e        | nc     | nc        |            |
| 2018-2019 | 54e                      | 28e        | 73e    | 64e       |            |
| 2019-2020 | 67e                      | 55e        | 59e    | 71e       |            |

### Championnats d'Europe
- Médaille d'or de l'individuel en 2013 à Bansko.
- Médaille d'argent de l'individuel en 2009 à Oufa (catégorie junior).
- Médaille d'argent de la poursuite en 2012 à Osrblie.
- Médaille d'argent de l'individuel en 2015 à Otepää.
- Médaille d'argent du relais en 2015.

### Universiades
- Erzurum 2011 :
  -  2 médaille d'or : poursuite et relais mixte.
  -  1 médaille d'argent : sprint.

### Championnats du monde junior
| Épreuve / Édition | Canmore 2009 |
| Sprint            | 12e          |
| Poursuite         | 5e           |
| Individuel        | 7e           |

### IBU Cup
- 1 victoire.